# 다시로 류가
다시로 류가(일본어: 田代 琉我, 1998년 8월 27일~)는 일본의 축구 선수이다.

## 구단 경력
그는 2021년 J3리그의 로아소 구마모토에 입단했다. 2021년 J3리그 우승으로 J2리그로 승격했다. 2024년까지 77경기에 출전. 2025년 J1리그의 알비렉스 니가타로 이적했다.